# Sân bay quốc tế Margaret Ekpo
Sân bay quốc tế Margaret Ekpo (IATA: CBQ, ICAO: DNCA), cũng có tên là Sân bay Calabar, là một sân bay phục vụ Calabar, một thành phố ở bang Cross River của Nigeria.

## Các hãng hàng không và tuyến bay
- Aero Contractors (Lagos, Malabo, Port Hartcourt cũng như sân bay Bebi ở Obudu.)
- Arik Air (Abuja, Lagos)
- Associated Aviation (Lagos)
- Nigerian Eagle Airlines (Lagos)